# Vénus s'épilait-elle la chatte ?
Vénus s'épilait-elle la chatte ? est un podcast indépendant de Julie Beauzac qui traite d'histoire de l'art et a pour objectif de déconstruire l'histoire de l'art occidental d'un point de vue féministe et inclusif.

## Présentation
Le podcast Vénus s'épilait-elle la chatte ? est né en 2019. Sa créatrice, Julie Beauzac a décidé de le concevoir après des études d'histoire de l'art et avoir travaillé dans une galerie d'art parisienne. En visite à la pinacothèque de Munich, elle prend conscience du nombre de nus et du degré de sexualisation des corps féminins. Elle se rend aussi compte des représentations érotisées des viols dans l'art. Ces sujets n'ont jamais été abordés durant ses cours, et elle décide de réaliser un podcast pour aborder ces thèmes en compagnie d'historiens de l'art.
L'épisode sur le peintre Pablo Picasso, Picasso, séparer l'homme de l'artiste, a connu un grand succès, dépassant les 500 000 écoutes, et a obtenu trois prix lors du Paris Podcast Festival de 2021.

## Épisodes

### Les autoportraits féminins
Dans ce premier épisode, c'est le sujet des autoportraits féminins dans l'histoire de l'art qui est abordé, en compagnie de Frances Borzello, historienne de l'art et autrice d'un ouvrage sur les autoportraits féminins, Femmes au miroir.
L'épisode dure 48 minutes et est sorti le 2 décembre 2019.

### Frida Kahlo, au delà du mythe
Cet épisode en deux parties reprend l'histoire de la peintre Frida Kahlo, en présence de Hilda Trujillo, qui est la directrice du musée Frida Kahlo de Mexico. Elle explique aussi comment l'artiste est devenue aujourd'hui une icône que l'on retrouve partout, et discute aussi de sa relation avec le peintre Diego Rivera.
Sorties en février 2020, les deux parties durent respectivement 27 minutes, pour la première et 34 minutes pour la deuxième.

### Représenter les Noir·es: le regard blanc
Avec pour invité Naïl Ver-Ndoye, co-auteur avec Grégoire Fauconnier de Noir, entre peinture et histoire, cet épisode du podcast s'intéresse à la représentation des personnes noires dans l'Histoire de l'art. Cet épisode s'interroge sur les archétypes véhiculés dans la peinture de l'époque coloniale, ainsi que sur les représentations de l'esclavagisme et l'érotisation des corps noirs.
L'épisode dure 39 minutes et est sorti le 3 juin 2020.

### La grossesse, tabou de l'art
Dans cet épisode, Julie Beauzac, en compagnie d'Emmanuelle Berthiaud, autrice de Enceinte, une histoire de la grossesse entre art et société discute du sujet de la représentation de la grossesse et des femmes enceintes dans l'Histoire de l'Art.
L'épisode dure 53 minutes et est sorti le 23 septembre 2020.

### Vénus feat. YESSS: warriors et art
Cet épisode est en collaboration avec le podcast féministe YESSS. Dans cet épisode, Julie Beauzac et les membres du podcast YESSS écoutent et commentent les témoignages de personnes qui se sont soulevées pour se battre contre le monde de l'art patriarcal et hétéronormatif.
L'épisode dure 68 minutes et est sorti le 8 novembre 2020.

### Picasso, séparer l'homme de l'artiste
Dans cet épisode, Julie Beauzac, accompagnée de Sophie Chauveau, autrice de l'ouvrage Picasso, le Minotaure, s'attaque à la figure de Pablo Picasso. Elle dénonce le mythe construit autour de sa personne et ce, malgré ses actions misogynes et violentes. L'épisode relate les violences vécues par les différentes victimes de Picasso : Dora Maar, Marie-Thérèse Walter, Françoise Gilot, Jacqueline Roque. Elle s'appuie notamment principalement sur quatre ouvrages : Picasso, le Minotaure de Sophie Chauveau, Grand-père de Marina Picasso, la petite-fille du peintre, Vivre avec Picasso de Françoise Gilot et Carlton Lake et Picasso, créateur et destructeur d'Arianna Huffington.
Cet épisode a bien été accueilli par la presse, Libération saluant le "courage" nécessaire pour produire ce podcast. Il a toutefois reçu des critiques. Cécile Debray, directrice du musée Picasso à Paris, interrogée sur le podcast et le livre de Sophie Chauveau, parle d'« assertions sans référence à des sources historiques, approximatives et anachroniques ».
Il a notamment remporté trois prix lors du Paris Podcast Festival : le prix Targetspot du podcast d’apprentissage, le prix Radio France de la révélation, et le prix Ausha du public,.
L'épisode dure 72 minutes et est sorti le 18 mai 2021.

### Les sacrifiées du romantisme
Cet épisode a été réalisé en partenariat avec Paris Musées et le Musée de la Vie romantique à l'occasion de l'exposition Héroïnes romantiques qui se tient du 6 avril au 4 septembre 2022 à Paris. Les deux invitées de l'épisode, Gaelle Rio et Élodie Kuhn, sont les commissaires de cette exposition. Cet épisode parle de la figure de l'archétype de l'héroïne romantique dans la peinture.
L'épisode dure 69 minutes et est sorti le 2 avril 2021.